# 伊戈尔·什蒂马茨
伊戈尔·什蒂马茨（1967年9月6日—），已退役的克羅地亞职业足球運動員，1998年世界杯季軍隊成員。
什蒂马茨早年在克羅地亞国内效力。1995年他轉到英國加盟當時處於英甲《第二級》的打比郡。他在效力第一季便創出聯賽連續二十場不敗紀錄，協助球會升上英超。他在球會效力四年，最後因公開批評球會而出售到韋斯咸。其後於2001年重返克羅地亞，一直踢到2006年掛靴為止。
自1992年起什蒂马茨已是國家隊常規成員，曾随國家隊於1998年世界杯取得季軍。
目前他於印度國家足球隊擔任主教練一職。

## 榮譽
- 世界杯季軍：1998